# Хиконе
Хигашиоми е град в префектура Шига, Япония. Населението му е 113 993 жители (по приблизителна оценка от октомври 2018 г.), а площта му e 196,84 km². Намира се в часова зона UTC+9. Получава статут на град през 1937 г.

## Побратимени градове
- Ан Арбър, САЩ
- Мито, Япония
- Сано, Япония
- Сянтан, Китай
- Такамацу, Япония